# كين ياماغوتشي
كين ياماغوتشي (باليابانية: 山口健؛ بالكانا: やまぐち けん) هو مؤدي صوت ياباني، ولد في 24 مارس 1956 في فوكوشيما في اليابان، وتوفي بنفس المكان في 24 أكتوبر 2011.

## وصلات خارجية
- كين ياماغوتشي على موقع IMDb (الإنجليزية)
- كين ياماغوتشي على موقع ميوزك برينز (الإنجليزية)
- كين ياماغوتشي على موقع قاعدة بيانات الفيلم (الإنجليزية)
- كين ياماغوتشي على موقع كينوبويسك (الروسية)
- كين ياماغوتشي على موقع ANN person (الإنجليزية)